# Francesco Lurani Cernuschi
Francesco Lurani Cernuschi (1857 – 1912) è stato un alpinista, esploratore e musicologo italiano.

## Biografia
Nobile milanese che seppe associare alpinismo, ricerca scientifica e topografia. Ricco di ingegno, preferì la ricerca autodidatta agli studi formali.
Appassionato di musica, fin da giovane età iniziò le sue prime escursioni ed ascensione sulle Alpi Orobiche, seguendo le orme di Antonio Baroni, al quale si legò in fraterna amicizia.
Nell'estate del 1877, compì diverse ascensioni, fra le quali: il Pizzo del Diavolo di Tenda e il Monte Gleno.
Guardando da queste vette, il versante destro della Valtellina, ancora inesplorato, rimase affascinato dal bianco candore del ghiacciaio del Monte Disgrazia, tanto da convincere il suo compagno di sempre, Antonio Baroni, ad avventurarsi nella conquista della vetta.
Il 28 luglio 1878, lungo un itinerario nuovo, che prese il nome di Via Baroni, raggiunsero la vetta del Monte Disgrazia, consolidando un'amicizia che per molti anni, segnò il raggiungimento di parecchie vette lombarde.
Il Monte Disgrazia e la sottostante Val Masino, incuriosirono Francesco Lurani Cernuschi, tanto da far nascere in lui, la decisione di dedicarsi allo studio ed alla cartografia di quella valle e dei monti che la contornano.
Per quattro anni, sempre in compagnia di Antonio Baroni e con il supporto delle prime guide alpine locali: Giovanni Fiorelli e Pietro Scetti, raggiunsero tutte le vette del massiccio, compiendo rilievi cartografici e calcolando le quote, con i pochi strumenti a disposizione a quel tempo, ma che per oltre cinquant'anni furono la base per tutte le ascensioni successive.
Il 12 luglio 1882, concluse la sua opera esplorativa con la scalata del Pizzo Torrone Occidentale, ed il 12 ottobre dello stesso anno riordinò tutti gli appunti nella pubblicazione monografica pubblicata sul Bollettino del CAI.
Successivamente il CAI di Milano, riconoscendo l'importanza dell'opera, decise di pubblicarla in un volume dal titolo: Le Montagne di Val Masino - appunti topografici ed alpinistici.
Ma l'amore per la montagna del Conte Francesco Lurani Cernuschi, non si limitò alle ascensioni pionieristiche, col suo spirito liberale e progressista, percepì l'importanza turistica della montagna. Fu fra i primi ad occuparsi della segnaletica dei sentieri, contribuì con idee, ma anche economicamente alla costruzione di tre rifugi.
Per incentivare le salite al Monte Disgrazia, decise di dare il via alla costruzione in Valle di Preda Rossa, con l'aiuto di Pietro Scetti, di una piccola capanna dedicata alla moglie Cecilia, della quale ancora oggi sono visibili i ruderi, poco sotto il Rifugio Cesare Ponti.
Si adoperò inoltre, perché fosse costruita una capanna in Val Porcellizzo che prese il nome di Capanna Badile, punto d'appoggio per gli escursionisti al Pizzo Badile e al Pizzo Cengalo.
Questo edificio esiste ancora oggi ed è il Rifugio Attilio Piacco, locale invernale del Rifugio Luigi Gianetti.
La terza capanna al quale il Conte dedicò idee e suggerimenti, è la Capanna Marinelli Damiano, posta alla base del canalone dal quale prende il nome, che solca la parete est del Monte Rosa.
Il Conte è anche ricordato come traduttore del libretto della Cantata BWV 78 di Johann Sebastian Bach, che venne eseguita da Giuseppe Martucci in tale versione in occasione dell'Esposizione di Bologna nel 1899.
Fu in amicizia, tenendo un ampio rapporto epistolare, con il celebre sacerdote e compositore Lorenzo Perosi.